# Филипидес
Филипидес или Филипид (грч. Φιλιππιδης) био је грчки ратник који је трчао 42км од града Маратона до Атине како би јавио грађанима Атине да је грчка војска савладала Персијанце. Cherete nikomen ("Поздрављени будите, победили смо").  
Име се појављује у записима Херодота.
Први познати писани извештај о трчању од Маратона до Атине јавља се у делима грчког писца Плутарха (46–120.н.е.), у свом есеју „О слави Атине“. Плутарх приписује трчање гласнику који се зове Терсип или Еукле. Луцијан, век касније, приписује једном „Филипиду“. Чини се вероватно да ће у 500 године између Херодотовог и Плутарховог времена, прича о Фидипиду се мешала са оном о Маратонској бици (нарочито са причом о атинским снагама које су кренуле од Маратона ка Атину да би пресреле персијске бродове који су тамо кренули).